# Ludvig Njemački
Ludvig Njemački (Ludovik, Ljudevit) (njemački Ludwig der Deutsche) (* oko 806.; † 28. kolovoza 876. u Frankfurtu na Majni) bio je prvi istočnofranački (njemački) kralj (843. – 876.), treći sin cara Ludviga Pobožnog i Ermengarde te tako unuk Karla Velikog. Otac mu je prilikom prve podjele države godine 817. dao kao potkraljevstvo Bavarsku i zemlje koje su s njom graničile na istoku. Ludvig je od 825. vladao tim zemljama gotovo kao samostalan vladar i sam se prozvao kraljem Bavaraca. Kada se caru Ludvigu iz njegovog drugog braka rodio najmlađi sin Karlo i on zato iznova podijelio državu oduzevši neka područja svojim starijim sinova, to je prouzročilo sukob Ludvigove braće Lotara i Pipina s ocem u koji se Ludvig ispočetka nije miješao. Međutim godine 833. Ludvig se pridružio braći u pobuni protiv oca. Svrgnuvši oca trojica braće međusobno su podijelili državu. Već sljedeće godine Ludvig je, nezadovoljan zbog vrlo lošeg postupanja Lotareva prema ocu, otpao od braće i vratio oca na vlast.
Kada je 839. Pipin umro, Ludvig Pobožni iznova je podijelio državu zaobišavši pritom Ludviga, zbog čega se on 840. pobunio protiv oca, ali je ovaj 20. lipnja iste godine iznenada umro. Najstariji sin Lotar sada je cijelu državu svojatao za sebe zbog čega je izbio građanski rat među braćom. Lotaru su braća nekoliko puta nanijela poraz, pa je bio prisiljen 843. sklopiti Verdunski ugovor godine 843. kojim je Franačka definitivno podijeljena. Ludvig je pritom dobio istočne dijelove države i još k tome Mainz, Speyer i Worms.
Ludvig se pokazao uspješnim i sposobnim vladarom. Uspio je državu održati na okupu i ona je tako, unatoč nekim kasnijim diobama, postala jezgra iz koje je nastala današnja Njemačka.
Na jugoistoku je Ludvig često morao odbijati napade Bugara, a ratovao je i protiv Čeha, Lužičkih Srba i Moravaca. Najteže borbe morao je voditi protiv Normana koji su stalno provaljivali u rajnsko područje i Friziju.
Godine 870. Ludvig je dobio polovicu Lotaringije. Nakon smrti cara Luja II. Ludvig je kao stariji brat imao pravo na carsku krunu, ali ga je mlađi brat Karlo Ćelavi pretekao i sam postao carem. Ludvig mu se zato osvetio pustošećim upadom u njegovu državu Zapadnu Franačku (Francusku).
Ludvig je sa svojom suprugom Emom imao tri sina: Karlomana, Ludviga Mlađeg i Karla. Među njima je još 865. podijelio državu tako da je Karloman dobio Bavarsku, Ludvig Frankoniju i Sasku, a Karlo Alemaniju.
Ludvig je umro 28. kolovoza 876. u Frankfurtu na Majni. Budući da je bio prvi kralj Istočne Franačke iz koje je nastala Njemačka, njemačka historiografija 19. stoljeća dodala mu je pridjevak Njemački s kojim je ušao u povijesne knjige i udžbenike. 